# Marumba quercus
Marumba quercus (Denis & Schiffermüller, 1775), који носи српски назив храстов љиљак, је ноћни лептир из породице Sphingidae.

## Распрострањење и станиште
Може се наћи на југу Европе, у Северној Африци, на Блиском истоку и Месопотамији. У Србији је широко распрострањен.  Насељава храстове шуме, чијим се лишћем храни.

## Опис
Распон крила код мужјака може бити од 85 до 100 мм, док код женки може бити и до 125 мм. Боја крила им варира од светло окер, до тамно браон, а некад су и прљаво зелене боје. Кад мирује личи на суво лишће. 

## Биологија
Женка леже и до 100 светло зелених јаја. Гусенице најчешће прво поједу љуску јајета пре него што почну да се хране лишћем храста (Quercus spp.). Одрасла гусеница је зелена, са жутим пругама и црвеним тачкама. Нијанса зелене боје зависи од тога којом врстом храста се храни. Пред улуткавање постаје црвенкаста и креће у потрагу за местом за улуткавање. Одрасли почињу да лете од краја маја, па до средине августа.